# Фридрих I (ландграф Гессен-Гомбурга)
Фридрих I Гессен-Гомбургский (нем. Friedrich I. von Hessen-Homburg; 5 марта 1585, Фишбахталь — 9 мая 1638, Гомбург) — первый Правитель ландграфства Гессен-Гомбурга, основатель Гессен-Гомбургской ветви Гессенского дома.

## Биография
Фридрих — младший сын ландграфа Гессен-Дармштадта Георга I и его первой супруги Магдалены Липпской, дочери графа Бернгарда VIII Липпского. Несмотря на действовавшую в Гессен-Дармштадте примогенитуру, в 1622 году Фридрих получил, выделенный из родовых земель, в апанаж город и амт Гомбург, а также денежное содержание. Стал первым правителем имперского княжества (государства) Гессен-Гомбург. 

## Потомки
10 августа 1622 года Фридрих I женился в Буцбахе на Маргарите Елизавете (1604—1667), дочери графа Кристофа Лейнинген-Вестербургского. У них родились:
- Людвиг Филипп (1623—1643)
- Георг (1624)
- Вильгельм Кристоф (1625—1681), ландграф Гессен-Гомбурга, женат на Софии Элеоноре Гессен-Дармштадтской (1634—1663), затем на Анне Елизавете Саксен-Лауэнбургской (1624—1688)
- Георг Кристиан (1626—1677), женат на Анне Катарине фон Погвиш, вдове фон Алефельдт (1633—1694)
- Анна Маргарита (1629—1686), замужем за герцогом Филиппом Людвигом Шлезвиг-Гольштейн-Зондербург-Визенбургским (1620—1689)
- Фридрих II (1633—1708), ландграф Гессен-Гомбурга, женат на графине Маргарете Браге, вдове Оксеншерна (1603—1669), затем на Луизе Елизавете Курляндской (1646—1690), затем на графине Софии Сибилле Лейнинген-Вестербургской, вдовствующей графине Лейнинген-Дагсбургской (1656—1724)